# 北海道旭川方面公安委員會
北海道旭川方面公安委員會（日语：／ Hokkaidō Asahikawa hōmen kō'an-i'inkai */?）是由北海道公安委員會所轄，負責管理北海道警察旭川方面本部的行政委員會，由3名委員組成。

## 委員
- 委員長
  - 今本哲郎
- 委員
  - 増田雅俊
  - 大廣泰久

## 下部組織
- 北海道警察旭川方面本部

## 外部連結
- 官方網站